# Institut supérieur de l’automobile et des transports
Institut supérieur de l'automobile et des transports – francuska politechnika w Nevers i Magny-Cours, zaliczająca się do Grandes écoles.
ISAT jest jedyną francuską publiczną szkołą inżynierów motoryzacyjnych.